# 네우로이

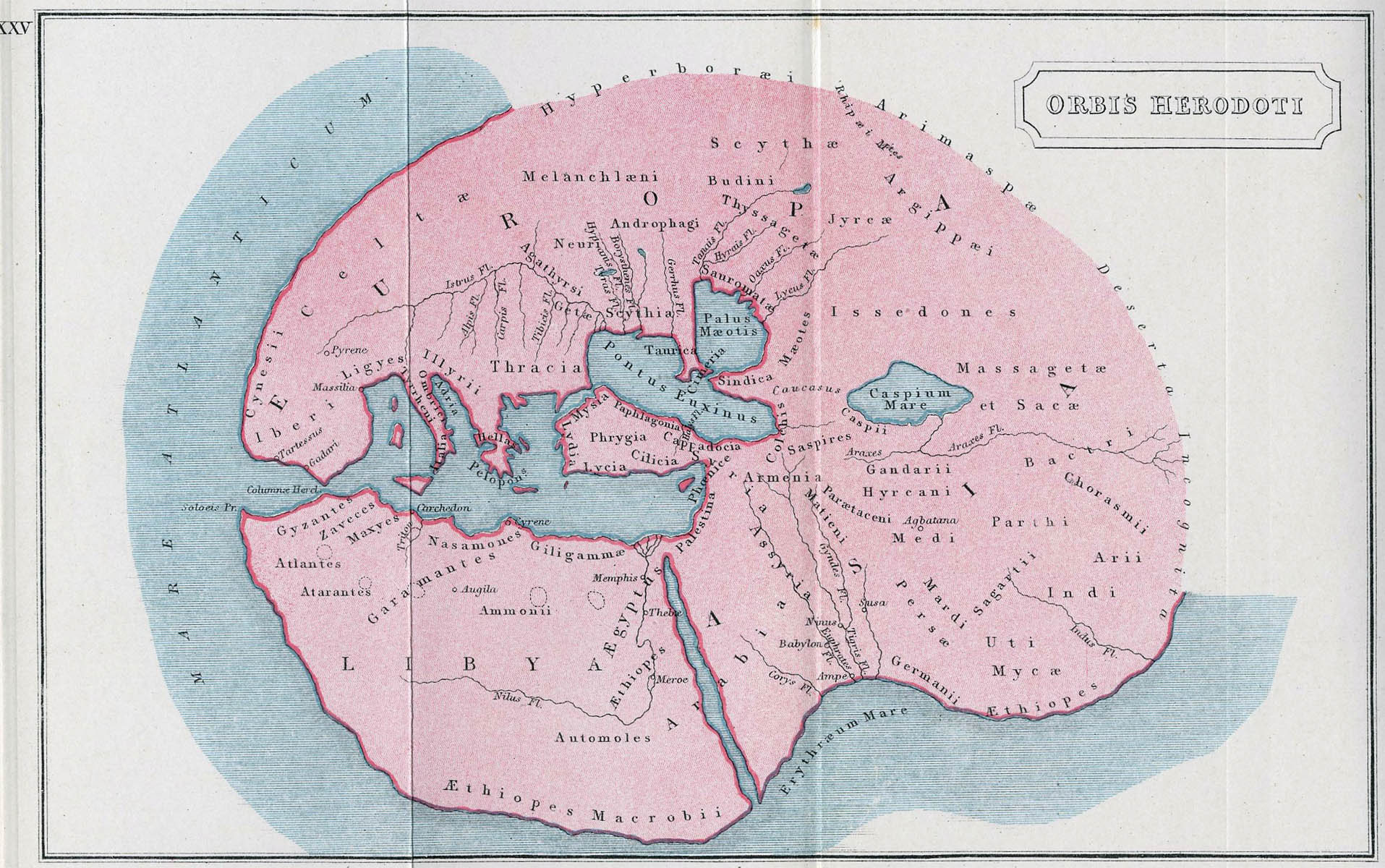
19세기 지도

네우로이(고대 그리스어: Νέυροι)는 헤로도토스의 《역사》에 등장하는 민족이다. 스키타이나 아마조네스보다도 동쪽에 사는 민족으로서, 오늘날의 우크라이나 북부와 벨라루스 남부에 걸친 지역에 살았다고 한다. 네우로이가 사는 땅은 튀라스(드네스트르강), 휘파니스(남부크강), 보뤼스테네스(드네프르강), 게라스(콘스카야강), 타나이스(돈강)라는 강들로 둘러싸여 있으며, 그 땅의 이름은 휘파퀴리스라고 했다.
헤로도토스의 기록에 따르면 네우로이는 다리우스의 스키티아 정벌(기원전 512년)이 있기 한 세대 전에 뱀 떼의 공격을 받아 자기 땅에서 쫓겨났다고 한다. 네우로이는 스키타이의 관습을 따랐으며, 마법적 능력을 가져 1년에 한 번 늑대로 변신할 수 있었다고 한다. 이는 아마 샤머니즘적 의례를 의미하는 것으로 생각된다.